# HolA
Код E. coli, и других бактерија, holA је ген који кодира делта подјединицу ДНК полимеразе III.